# South Hadley (Massachusetts)
South Hadley es un pueblo ubicado en el condado de Hampshire en el estado estadounidense de Massachusetts. En el Censo de 2010 tenía una población de 17.514 habitantes y una densidad poblacional de 367,55 personas por km².

## Historia
En 2010 Phoebe Prince se suicidó.

## Geografía
South Hadley se encuentra ubicado en las coordenadas 42°15′23″N 72°34′51″O / 42.25639, -72.58083. Según la Oficina del Censo de los Estados Unidos, South Hadley tiene una superficie total de 47.65 km², de la cual 45.88 km² corresponden a tierra firme y (3.72%) 1.77 km² es agua.

## Demografía
Según el censo de 2010, había 17.514 personas residiendo en South Hadley. La densidad de población era de 367,55 hab./km². De los 17.514 habitantes, South Hadley estaba compuesto por el 90.04% blancos, el 2.24% eran afroamericanos, el 0.13% eran amerindios, el 4.03% eran asiáticos, el 0.05% eran isleños del Pacífico, el 1.27% eran de otras razas y el 2.23% pertenecían a dos o más razas. Del total de la población el 4.3% eran hispanos o latinos de cualquier raza.